# Protoschrankia ijimai
Protoschrankia ijimai är en fjärilsart som beskrevs av Shigero Sugi 1979. Protoschrankia ijimai ingår i släktet Protoschrankia och familjen nattflyn. Inga underarter finns listade i Catalogue of Life.